# 나히드 키아니
나히드 키아니(페르시아어: ناهید کیانی,‎ 1998년 8월 1일~)는 이란의 태권도 선수이다. 2020년 하계 올림픽과 2024년 하계 올림픽에 참가하여 2024년 올림픽 여자 플라이급에서 은메달을 획득했다. 또한 세계 선수권 대회에서 1회(2023) 우승했으며 세계 태권도 그랑프리에서 은메달 2개를 획득했다. 그녀는 이란 여자 태권도 선수로는 최초로 세계 선수권 대회에서 우승했다.